# Rotenon
Rotenon je organická sloučenina patřící mezi flavonoidy bez zápachu, používá se v širokém spektru jako insekticid a piscicid. Přirozeně se vyskytuje v kořenech rostlin, například vinné révy. Způsobuje Parkinsonovu chorobu, když byl injekcí podán krysám, projevily se u nich příznaky této choroby. Rotenon zabíjí sladkovodního plže plovatku bahenní útokem na mitochondrie v neuronech.

## Historie
Jako první rotenon izoloval Emmanuel Geoffroy z exempláře rostliny Robinia nicou, nyní nazývané Lonchocarpus nicou, když cestoval po Francouzské Guyaně. Psal o tomto výzkumu ve své práci, publikované po jeho smrti v roce 1895, kdy zemřel na parazitní onemocnění. Výzkumní pracovníci později zjistili, že látka, kterou Geoffroy nazval nicouline, byl vlastně rotenon.

## Použití
Roztok rotenonu se používá jako piscicid a insekticid.
Je běžně používán v práškové nebo tekuté emulgované formě, v řízení rybolovu pro odstranění nežádoucích druhů ryb, jako je vymýcení exotických ryb z nepřirozeného stanoviště. Lidé loví ryby pomocí Rotenonu extrahovaného z rostlin a následně uvolněného do vody. Otrávené ryby vyplavou na povrch a jsou snadno chytitelné. Tato metoda byla poprvé praktikována u různých domorodých kmenů, které drtily kořeny. Ryby ulovené tímto způsobem mohou být konzumovány, protože rotenon je velmi špatně vstřebáván trávicím ústrojím člověka, pro ryby je však smrtelný, protože snadno vstupuje do krevního řečiště ryb přes žábry.
Výzkumníci rotenon používají na odchyt ryb v malém měřítku pro následnou studii biologických rozmanitostí mořských ryb, sbírání záhadných nebo skrytých ryb, které představují důležitou součást široké komunity ryb. Rotenon je nejúčinnější nástroj, který je k dispozici, protože stačí velmi malé množství. Má pouze mírné a přechodné zdravotní účinky.
Rotenon je také používán v práškové formě ke snížení parazitních roztočů u kuřat a další drůbeže. Ve Spojených státech a v Kanadě jsou všechna využití rotenonu (kromě pesticidního) zakázána.

## Popis otravy
Rotenon zasáhne řetězce transportu elektronů v mitochondriích. Konkrétně se inhibuje přenos elektronů z železo-sírného centra v komplexu I na ubichinon. To zabraňuje NADH, aby byly převedeny do použitelné buněčné energie (ATP).

## Přítomnost v rostlinách
Rotenon se získává extrakcí z kořenů a stonků několika tropických a subtropických rostlin, zejména z rodů lonchokarpus (Lonchocarpus) a kožnatec (Derris).
Některé z rostlin obsahujících rotenon:
- kožnatec Derris elliptica – jihovýchodní Asie a jihozápadní ostrovy v Tichomoří
- kožnatec Derris involuta – jihovýchodní Asie a jihozápadní ostrovy v Tichomoří
- divizna velkokvětá (Verbascum densiflorum)– Evropa (rotenon je obsažen v semenech)
- lonchokarpus Lonchocarpus urucu ) – Jižní Amerika
- lonchokarpus Lonchocarpus utilis – Jižní Amerika
- Mundulea sericea – Jižní Afrika
- pachyrhizus Pachyrhizus erosus – Severní Amerika
- piscidie Piscidia piscipula – Florida, Karibik
- koželusk Tephrosia virginiana – Severní Amerika

## Toxicita
Rotenon je zařazen Světovou zdravotnickou organizací jako středně nebezpečný. Je mírně toxický pro člověka a jiné savce, ale velmi toxický pro vodní hmyz a ryby. Vyšší toxicita u ryb a hmyzu je způsobena tím, že lipofilní rotenon se snadno vstřebává přes žábry nebo průdušnice, ale obtížně kůží nebo prostřednictvím trávicího traktu. Rotenon je toxický pro erytrocyty in vitro.
Nejnižší smrtelná dávka pro dítě je 143 mg / kg. Lidská úmrtí, která jsou připisována rotenonu jsou vzácná, protože je dráždivý a vyvolává zvracení. Úmyslné požití rotenon může mít smrtelné následky.
Sloučenina se rozkládá slunečním zářením a volně v životním prostředí vydrží většinou 6 dní. Oxiduje se na rotenolon, který je zhruba o řád méně toxický než rotenon. Rozklad ve vodě závisí na několika faktorech – teplotě, pH, tvrdosti vody a slunečním záření. Poločas rozkladu v přírodních vodách se pohybuje od půl dne při 24 °C do 3,5 dne při 0 °C.
Rotenon je klasifikován podle Národního ekologického programu USDA jako nesyntetický a bylo povoleno jej používat a vyrábět do roku 2005, kdy byl odstraněn ze seznamu povolených látek kvůli obavám z jeho nebezpečnosti.

### Parkinsonova nemoc
V roce 2000 bylo oznámeno, že injekce rotenonu u potkanů způsobuje příznaky Parkinsonovy nemoci a rozvíjí ji. Rotenon byl užíván nepřetržitě po dobu pěti týdnů, smíchaný s dimethylsulfoxidem a polyethylenglykolem, jež měly zvýšit průtok tkání a pustit se do krční žíly.
Studie přímo neprokázala, že expozice rotenonu je zodpovědná za vznik Parkinsonovy choroby u člověka, ale je zřejmé, že chronická expozice toxinu v životním prostředí zvyšuje pravděpodobnost onemocnění.
Navíc studie provedená na primárních buněčných kulturách neuronů a mikroglií potkana ukázaly, že nízké dávky rotenonu (méně než 10 nM) vyvolávají oxidační poškození a smrt dopaminergních neuronů, jde tedy o neurony, které v případě Parkinsonovy nemoci v substantia nigra odumírají.
Již dříve bylo prokázáno, že neurotoxin MPTP vyvolává symptomy podobné Parkinsonově nemoci (u člověka a ostatních primátů, nikoliv však u potkanů). Zasahuje komplex I. v řetězci transportu elektronů a zabíjení dopaminergních neuronů v substantia nigra. Nicméně další studie zaměřené na MPTP neprokázaly rozvoj Lewyho tělísek – klíčové složky patologie Parkinsonovy choroby. Vztah působení MPTP a Parkinsonovy nemoci není dosud plně objasněn. Z tohoto důvodu byl rotenon zkoumán jako možná látka způsobující Parkinsonovu chorobu. MPTP i rotenon jsou lipofilní a mohou překonat hematoencefalickou bariéru.
V roce 2010 byla publikována studie popisující rozvoj symptomů Parkinsonovy nemoci u myší po opakové intragastrické aplikaci nízkých dávek rotenonu. Koncentrace v CNS byly pod detekčním limitem, nicméně rotenon v mozku vyvolal parkinsonovskou patologii.
V roce 2011 studie amerických Národních ústavů zdraví (National Institutes of Health) prokázala souvislost mezi používáním rotenonu a Parkinsonovou nemocí u farmářů.